# キンチェムパーク
座標: 北緯47度29分54.88秒 東経19度7分24.48秒 / 北緯47.4985778度 東経19.1234667度

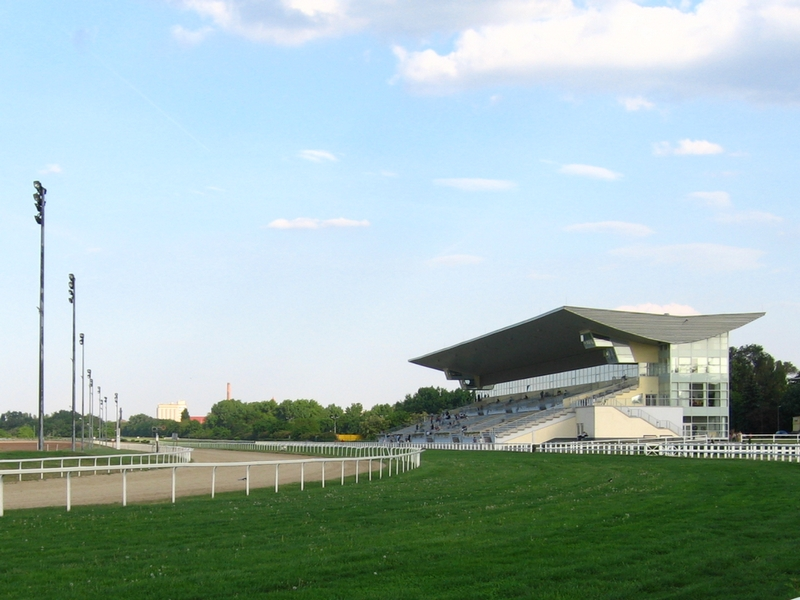
キンチェムパーク

キンチェムパーク（Kincsem Park）は、ハンガリーのブダペストにある同国最大の競馬場。1925年に開業し、現在サラブレッド競走と繋駕速歩競走が行なえる。84ヘクタールの敷地内に1周2000メートルの芝コース、1900メートルのダートコース、1200メートルのトロッター用コース、厩舎施設がある。 
名称の「キンチェム」とは、かつてオーストリア・ハンガリー帝国時代のハンガリーにいた同名の競走馬（1874年 - 1887年、54戦54勝というデビューから引退までの無敗記録としては世界記録で引退した牝馬）に因むもの。彼女の生誕100周年を迎えた1974年にこの名称が付けられた。現在、キンチェムパーク内にはキンチェムの銅像が存在している。